# Claire-Véronique Schmidt
Claire-Véronique Schmidt, née en 1963 à Lausanne, est une écrivain et éditeur vaudoise.

## Biographie
Claire-Véronique Schmidt se passionne pour la littérature, l'ésotérisme, le fantastique et la philosophie. Elle publie son premier roman Rouge éther, la vierge au flambeau, aux éditions Bénévent. 
Claire-Véronique Schmidt fonde par la suite ses propres éditions, les Éditions Sophianisis, tournées vers les publications ésotériques et le développement personnel.

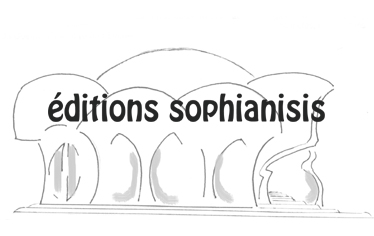
Logo editions sophianisis

Elle a publié à ce jour trois romans, ainsi que deux guides, tous parus aux Éditions Sophianisis :
- Rouge Éther, la Vierge au flambeau, en 2008 ;
- Le Baiser de la Licorne, en 2010 ;
- L'Iris noir, en 2014 ;
- Élixir de vie, guide pratique des élixirs floraux, minéraux et stellaires, en 2010 ;
- Élixir de vie, guide pratique des élixirs floraux, minéraux, stellaires et animaux, réédition 2017 revue et augmentée de la version de 2010 ;
- La Métamorphose ou Massage Métamorphique, co-écrit avec Violaine Zanone, en 2017.